# 에리크 가르시아 (축구 선수)
에리크 가르시아 마르트레트(스페인어: Eric García Martret, 2001년 1월 9일 ~ )는 스페인의 축구 선수이다. 포지션은 수비수이다.
에리크 가르시아는 만 17세에 라 마시아에서 맨체스터 시티로 이적하였다. 그는 2019년 9월 21일에 맨체스터 시티에서 데뷔하였다. 맨체스터 시티 소속 마지막 기간에 2020-21 시즌에서 프리미어리그를 우승했고 UEFA 챔피언스리그에서 준우승 기록하였다. 그는 맨체스터 시티와의 계약 종료 이후 2021-22 시즌부터 FC 바르셀로나와 자유 계약 체결하기로 동의하였다.

## 어린 시절
에리크 가르시아는 2001년 1월 9일, 스페인, 카탈루냐, 바르셀로나에서 태어났다. 2017년에 맨체스터 시티에 합류하기 전에 바르셀로나의 유스 시스템인 라 마시아의 일원으로 활동했다.맨체스터 시티에서의 첫 시즌에 그는 18세 이하팀 주장직을 맡았고 UEFA 유스리그에서는 19세 이하 팀 소속으로 뛰었다.

## 구단 경력
맨체스터 시티
FC 바르셀로나

2021년 6월 1일, 에리크 가르시아는 FC 바르셀로나와 자유이적 계약에 서명하였다. 그는 2025-26 시즌까지 4년 계약에 서명했고, 그의 계약상 방출조약(바이아웃)은 4억 유로에 책정되었다.